# Авессалом
Авессало́м (ивр. אַבְשָׁלוֹם‎, Авшало́м — «оте́ц ми́ра, поко́я»; греч. Αβεσσαλώμ; лат. Absalom) — третий сын Давида от Маахи, дочери Фалмая (Талмая), царя Гессура (2Цар. 3:3). За изнасилование сестры Фамари (Тамар) убил брата Амнона; позже восстал против отца, был разбит, во время бегства запутался длинными волосами в ветвях дерева и был убит.

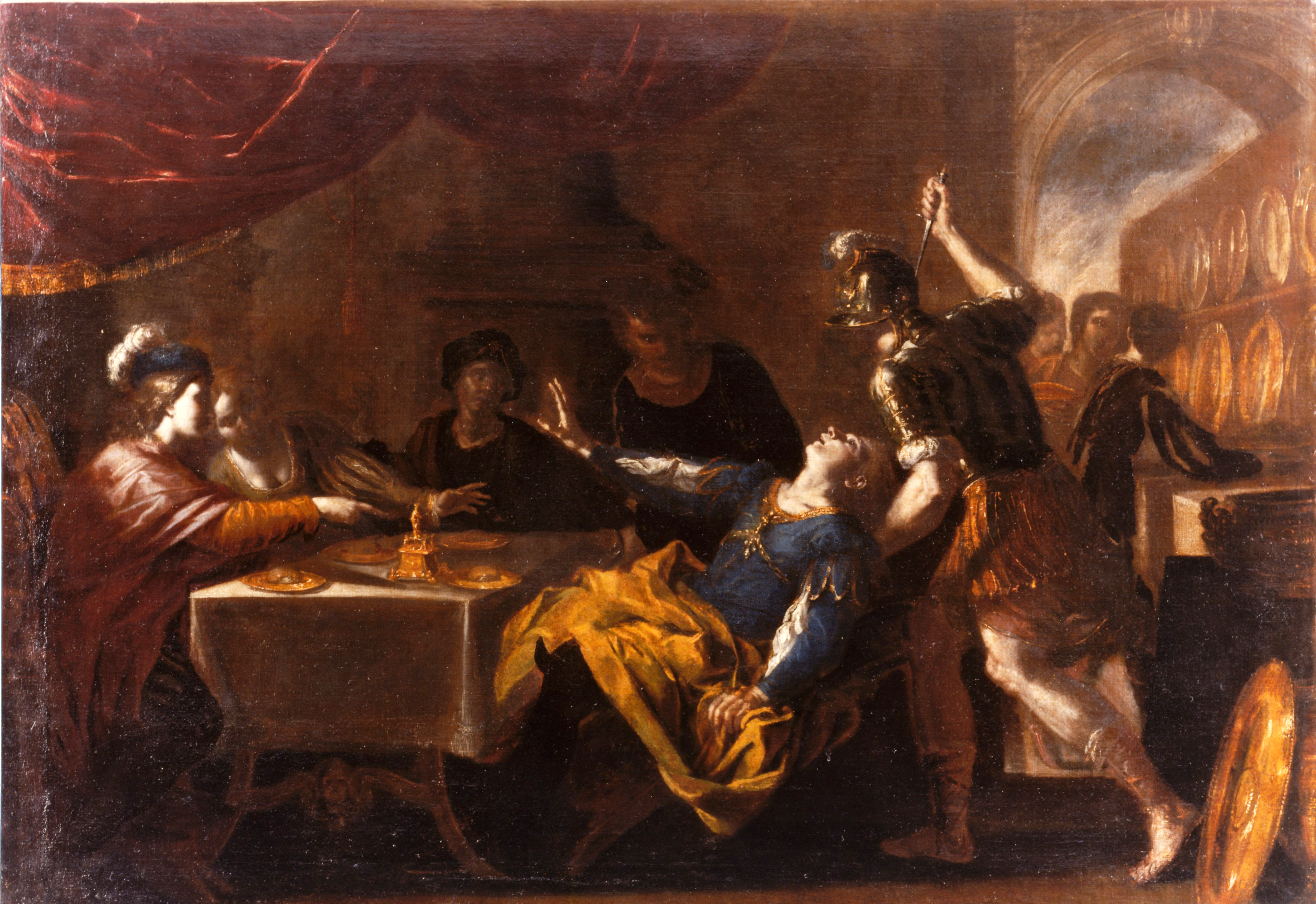
«Пир Авессалома» (Никколо де Симоне, ок. 1650 г.)

У Авессалома была красивая сестра по имени Фамарь (Тамар), которую брат его Амнон (сын Давида и другой его жены — Ахиноамы), полюбив, изнасиловал и после этого прогнал от себя. Авессалом затаил злобу на Амнона, и через два года, на празднике по случаю стрижки овец приказал своим слугам убить его (2Цар. 13:29). Вслед за тем он убежал к своему деду по матери, Фалмаю (Талмаю), царю гессурскому, в Сирию. Пробыв здесь три года и получив исходатайствованное Иоавом позволение возвратиться на родину, он примирился с отцом, но затаил на Давида зло (2Цар. 14).
Тем временем у него созревал мятежнический план занять силой престол своего отца. Авессалом был наикрасивейшим мужчиной в Израиле, имел великолепные волосы — он их состригал раз в год и они весили двести царских сиклей (2Цар. 14:25—26). Завоевав народную любовь очернением судей отца и посулами выгодных решений тяжб в случае, если бы он был судьёй (2Цар. 15:1—6), он (через 4 года) поднял в Хевроне открытое восстание (2Цар. 15:10). Огорчённый отец с небольшим числом преданных лиц бежал из Иерусалима. Овладев столицей, Авессалом по совету Ахитофела, бывшего весьма уважаемого советника царя Давида, взошёл на ложе отца своего (2Цар. 16:20-23), имея в виду утвердить этим, по восточному обычаю, свои притязания на престол. Ахитофел далее советовал, чтобы он, взяв часть войска, выступил из Иерусалима, чтобы ночью настигнуть усталый лагерь Давида и, убив только царя, обратить остальных людей Авессалому (2Цар. 17:1-4). Но царь Давид послал к Авессалому своего друга, Хусия Архитянина, с целью разрушить советы Ахитофела (2Цар. 15:32-37), и тот, войдя в доверие к мятежнику и узнав планы Ахитофела, донёс их Давиду вместе с советом уйти за Иордан немедленно, что царь и сделал со всеми своими людьми (2Цар. 17:15-22). Авессалому же Хусий посоветовал собрать весь народ израильский и напасть на Давида и его людей и всех уничтожить; это было по нраву Авессалому, и он, собрав войско, тоже перешёл Иордан (2Цар. 17:5-14). Увидев, что его совет не выполнен, Ахитофел вернулся в свой дом и покончил с собой (2Цар. 17:23). Давид, собрав своих воинов, хотел идти с ними в бой, но они запретили ему, поскольку его жизнь дороже всех их (2Цар. 18:1-3). Давид приказал воинам сохранить жизнь Авессалома, своего сына (2Цар. 18:5). И было сражение в лесу Ефремовом, и народ Израильский был поражён рабами Давида (2Цар. 18:6-8). Авессалом, бывший со своим войском, разбитым близ Иордана, спасался бегством на муле через лес, и повис, зацепившись своими густыми волосами, на сучьях большого дуба, и Иоав пронзил его тремя стрелами, хотя Давид строго наказывал своему военачальнику щадить жизнь своего сына (2Цар. 18:9-17). «И взяли Авессалома и бросили его в лесу в глубокую яму, и наметали над ним огромную кучу камней». Крайне огорчённый смертью своего сына, Давид оплакал его в патетической песне:  (2Цар. 18:33), — и весь Израиль должен был утешать его.

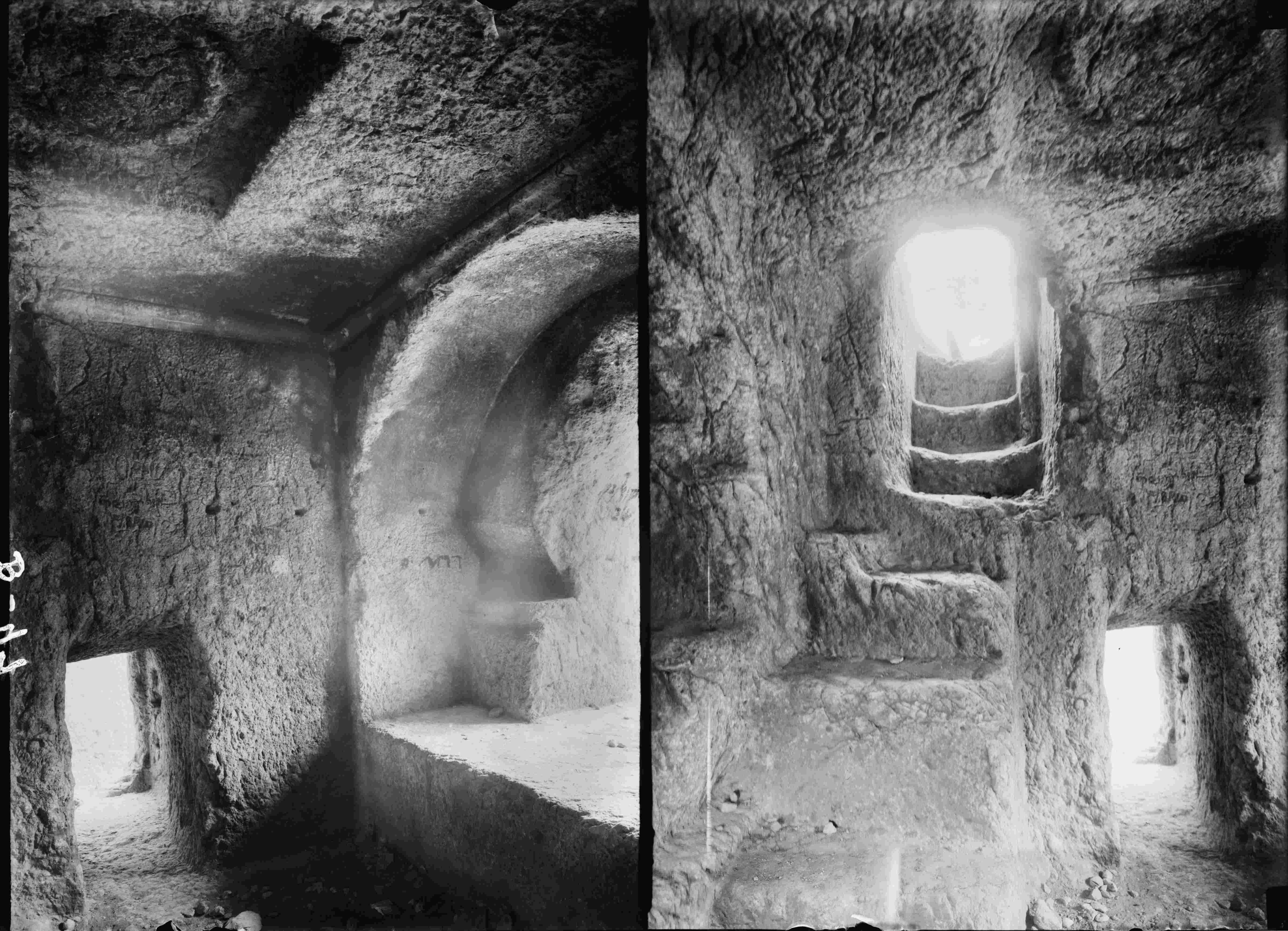
Гробница Авессалома

Ещё при своей жизни Авессалом поставил себе памятник в царской долине, для сохранения о себе памяти, так как не имел сына. Этот памятник был известен под именем Авессалома (2Цар. 18:17-18). По свидетельству Иосифа Флавия, это был мраморный столб, находившийся в двух стадиях от Иерусалима. В Кедронской долине близ Иерусалима сохранился древний, высеченный над скалой памятник, который по преданию считается гробницей Авессалома; но это маловероятно: архитектура его, видимо, принадлежит более позднему времени. Даже неизвестно, стоял ли древний памятник Авессалома на том самом месте, на котором находится ныне существующий.